# Senckenberg Naturmuseum
A Senckenberg Naturmuseum Frankfurtban Németország egyik legnagyobb természettudományi múzeuma a berlini Museum für Naturkunde és a bonni Zoologische Forschungsmuseum Alexander Koenig (ZFMK) mellett. Fő kiállítási témái a biológia és a geológia körébe tartoznak. Fontos közművelődési feladatokat lát el, iskolások szervezetten látogatják az oktatási program keretében. A gyerekek körében különösen népszerű európai jelentőségű dinoszaurusz-gyűjteménye révén. Különleges ritkaság egy dinoszaurusz megkövesedett bőrének maradványa. Világviszonylatban is kiemelkedő a múzeum mintegy ezer darabos madárpreparátum-gyűjteménye. Emellett hatalmas a múzeum kollekciója a puhatestűek (például csigák és kagylók) képviselőiből; ezek egy része magángyűjtők adománya.
2010-ben csaknem 517 000 látogatója volt a múzeumnak,
amely a város Senckenberganlage nevű körútján, a Goethe-egyetem, illetve annak Bockenheim-kampusza közvetlen szomszédságában található.

## Története
A múzeum épületét 1904–1907-ben emelték az akkori város szélén Ludwig Neher (1850–1916) tervei alapján. Szomszédságában építették fel 1914-ben a Johann Wolfgang Goethe Egyetemet. A múzeum építtetője és mindmáig tulajdonosa a Senckenberg Gesellschaft für Naturforschung, azaz a Senckenberg Természettudományi Társaság. Ez csak közvetve kapcsolódik a Johann Christian Senckenberg neves orvos által 1763-ban létrehozott alapítványhoz, mivel ezt az egyesületet 1817-ben alapította 32 frankfurti polgár többek között Goethe biztatására, a Dr. Senckenbergische Stiftung által adott névhasználati engedéllyel. A mai múzeum előfutáraként már 1821-ben létrehoztak egy nyilvános természettudományi bemutató helyet.
A múzeum épülete a második világháborúban csak kisebb károkat szenvedett, viszont az egyik kitelepített raktár a harci cselekmények következtében megsemmisült.
2017-ben már javában folytak a múzeum jelentős kibővítésének és modernizálásának előkészületei. Alapítványok, valamint a közönség körében folytatott széles körű gyűjtés révén a múzeum alapterületét a jelenleg 6000-ről 10000 négyzetméterre tervezik bővíteni az „Mensch – Erde – Kosmos – Zukunft“ (Ember–Föld–Kozmosz–Jövő) mottó jegyében. A bővítés során végig fenn kívánják tartani a múzeum látogathatóságát.
A Google Art & Culture projekt keretében a múzeum virtuálisan is látogatható.

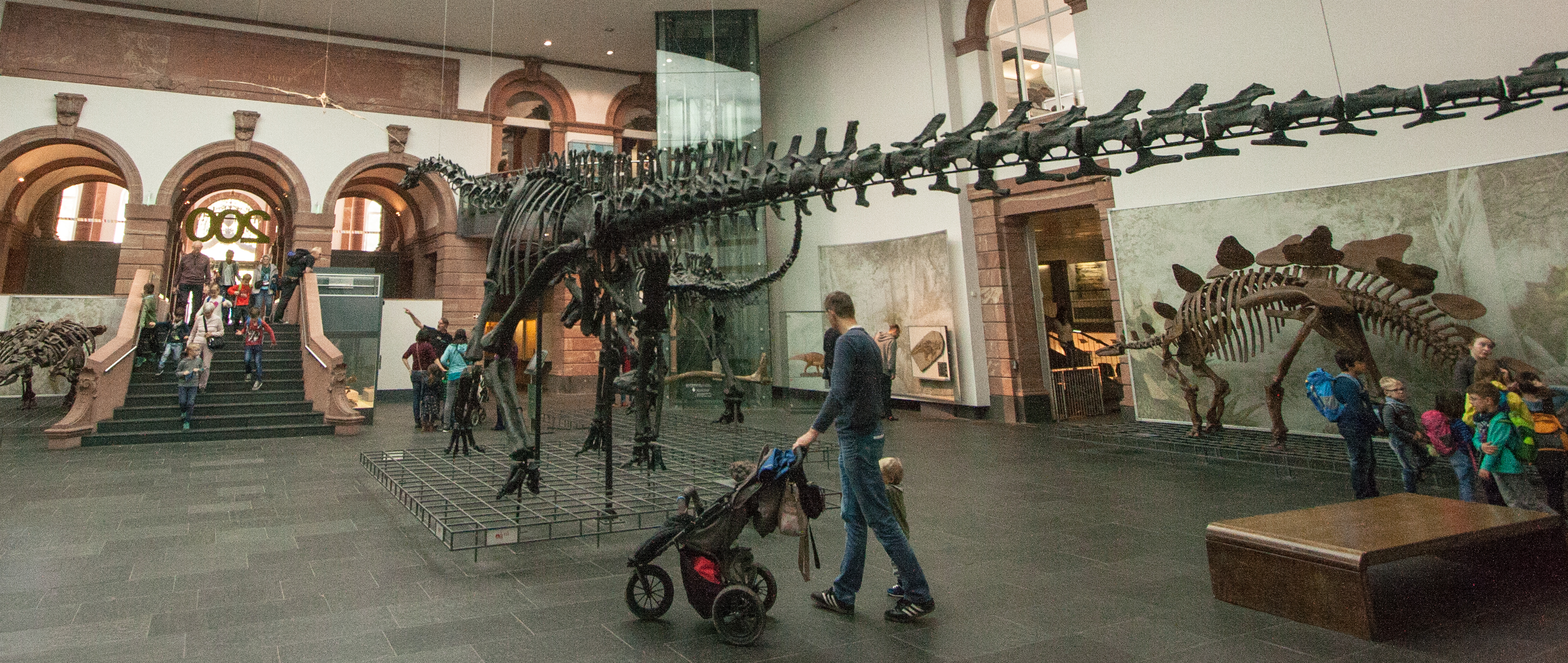
Dinó-rekonstrukciók a fő kiállítótérben

## Fordítás
- Ez a szócikk részben vagy egészben a Senckenberg Naturmuseum című német Wikipédia-szócikk ezen változatának fordításán alapul.  Az eredeti cikk szerkesztőit annak laptörténete sorolja fel. Ez a jelzés csupán a megfogalmazás eredetét és a szerzői jogokat jelzi, nem szolgál a cikkben szereplő információk forrásmegjelöléseként.